# Les Mathes
Les Mathes és un municipi francès situat al departament del Charente Marítim i a la regió de la Nova Aquitània. L'any 2007 tenia 1.675 habitants.

## Demografia

### Població
El 2007 la població de fet de Les Mathes era de 1.675 persones. Hi havia 741 famílies de les quals 232 eren unipersonals (114 homes vivint sols i 118 dones vivint soles), 277 parelles sense fills, 183 parelles amb fills i 49 famílies monoparentals amb fills.
La població ha evolucionat segons el següent gràfic:
Habitants censats

### Habitatges
El 2007 hi havia 8.543 habitatges, 767 eren l'habitatge principal de la família, 7.760 eren segones residències i 15 estaven desocupats. 3.997 eren cases i 320 eren apartaments. Dels 767 habitatges principals, 574 estaven ocupats pels seus propietaris, 150 estaven llogats i ocupats pels llogaters i 44 estaven cedits a títol gratuït; 10 tenien una cambra, 50 en tenien dues, 141 en tenien tres, 252 en tenien quatre i 315 en tenien cinc o més. 617 habitatges disposaven pel capbaix d'una plaça de pàrquing. A 445 habitatges hi havia un automòbil i a 269 n'hi havia dos o més.

### Piràmide de població
La piràmide de població per edats i sexe el 2009 era:
| Homes | Edats   | Dones |
| ----- | ------- | ----- |
| 0     | 95 o +  | 0     |
| 4     | 90 a 94 | 0     |
| 8     | 85 a 89 | 8     |
| 12    | 80 a 84 | 8     |
| 40    | 75 a 79 | 72    |
| 24    | 70 a 74 | 52    |
| 44    | 65 a 69 | 36    |
| 56    | 60 a 64 | 52    |
| 56    | 55 a 59 | 32    |
| 44    | 50 a 54 | 56    |
| 56    | 45 a 49 | 40    |
| 52    | 40 a 44 | 40    |
| 56    | 35 a 39 | 52    |
| 52    | 30 a 34 | 52    |
| 60    | 25 a 29 | 40    |
| 44    | 20 a 24 | 20    |
| 28    | 15 a 19 | 32    |
| 28    | 10 a 14 | 40    |
| 28    | 5 a 9   | 52    |
| 24    | 0 a 4   | 16    |

## Economia
El 2007 la població en edat de treballar era de 1.032 persones, 701 eren actives i 331 eren inactives. De les 701 persones actives 592 estaven ocupades (323 homes i 269 dones) i 109 estaven aturades (43 homes i 66 dones). De les 331 persones inactives 144 estaven jubilades, 56 estaven estudiant i 131 estaven classificades com a «altres inactius».

### Ingressos
El 2009 a Les Mathes hi havia 850 unitats fiscals que integraven 1.766,5 persones, la mediana anual d'ingressos fiscals per persona era de 18.193 €.

### Activitats econòmiques
Dels 259 establiments que hi havia el 2007, 2 eren d'empreses extractives, 11 d'empreses alimentàries, 1 d'una empresa de fabricació d'elements pel transport, 2 d'empreses de fabricació d'altres productes industrials, 23 d'empreses de construcció, 55 d'empreses de comerç i reparació d'automòbils, 8 d'empreses de transport, 76 d'empreses d'hostatgeria i restauració, 2 d'empreses d'informació i comunicació, 7 d'empreses financeres, 14 d'empreses immobiliàries, 30 d'empreses de serveis, 6 d'entitats de l'administració pública i 22 d'empreses classificades com a «altres activitats de serveis».
Dels 66 establiments de servei als particulars que hi havia el 2009, 2 eren oficines de correu, 1 una oficina bancària, 2 tallers de reparació d'automòbils i de material agrícola, 2 paletes, 5 guixaires pintors, 1 fusteria, 1 lampisteria, 5 electricistes, 1 empresa de construcció, 4 perruqueries, 36 restaurants, 4 agències immobiliàries, 1 tintoreria i 1 saló de bellesa.
Dels 37 establiments comercials que hi havia el 2009, 2 eren supermercats, 2 botigues de més de 120 m², 3 botiges de menys de 120 m², 7 fleques, 7 carnisseries, 2 peixateries, 2 llibreries, 8 botigues de roba, 2 sabateries, 1 una botiga de material esportiu i 1 una floristeria.
L'any 2000 a Les Mathes hi havia 19 explotacions agrícoles que ocupaven un total de 413 hectàrees.

## Equipaments sanitaris i escolars
L'únic equipament sanitari que hi havia el 2009 era una farmàcia.
El 2009 hi havia una escola elemental.

## Poblacions properes
El següent diagrama mostra les poblacions més properes.